# Rose Leslie

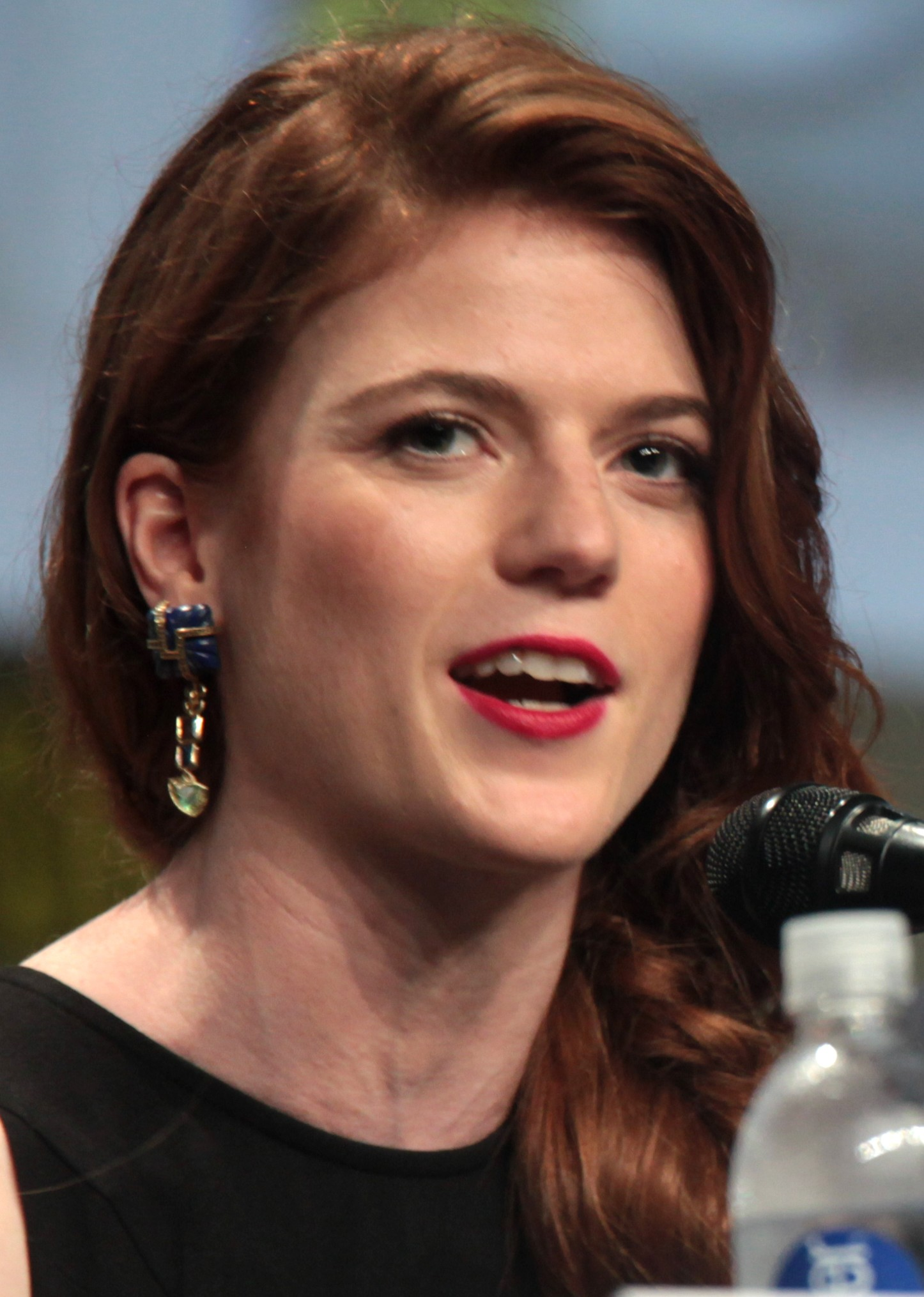
Rose Leslie auf der Comic-Con (2014)

Rose Eleanor Arbuthnot-Leslie (* 9. Februar 1987 in Aberdeen, Schottland) ist eine britische Schauspielerin.

## Leben und Karriere
Rose Leslie wurde im schottischen Aberdeen geboren und besuchte die Millfield School im englischen Somerset. Danach absolvierte sie von 2005 bis 2008 eine Schauspielausbildung an der London Academy of Music and Dramatic Art, welche sie mit einem Bachelor-Grad abschloss.
Ihren ersten Auftritt im Fernsehen hatte Leslie 2008 in der Doku-Sendereihe Banged Up Abroad. Es folgte eine Rolle als Rhian im Fernsehfilm New Town, für die sie 2009 einen schottischen BAFTA-Award in der Kategorie New Talent gewann. 2010 verkörperte sie in der gesamten ersten Staffel der ITV-Serie Downton Abbey die Rolle der Gwen Dawson. Von 2012 bis 2014 war sie in der HBO-Fantasyserie Game of Thrones als Wildlingsmädchen Ygritte zu sehen. 2015 spielt Rose Leslie an der Seite von Idris Elba in der 4. Staffel von Luther die DS Emma Lane.
Seit 2012 ist Leslie mit ihrem ehemaligen Serienkollegen Kit Harington liiert, den sie während der Dreharbeiten zu Game of Thrones kennengelernt hatte. Beide heirateten am 23. Juni 2018 und wurden Eltern eines Sohnes (Januar 2021) und einer Tochter (Juli 2023).

## Filmografie (Auswahl)

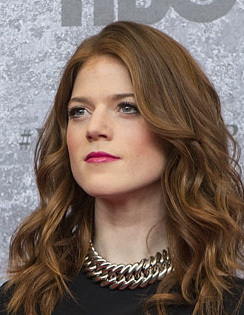
Rose Leslie in Seattle (2013)

- 2008: Horror Trips – Wenn Reisen zum Albtraum werden (Banged Up Abroad, Fernsehserie, Folge 2x09)
- 2009: New Town (Fernsehfilm)
- 2010, 2015: Downton Abbey (Fernsehserie, 8 Folgen)
- 2011: Case Histories (Fernsehserie, 2 Folgen)
- 2012: Vera – Ein ganz spezieller Fall (Vera, Fernsehserie, Folge 2x01)
- 2012: Now Is Good – Jeder Moment zählt (Now Is Good)
- 2012–2014: Game of Thrones (Fernsehserie, 17 Folgen)
- 2014: Honeymoon
- 2014: Blandings (Fernsehserie, Folge 2x07)
- 2014: Utopia (Fernsehserie, Folge 2x01)
- 2014: The Great Fire (Fernsehserie, 4 Folgen)
- 2015: The Last Witch Hunter
- 2015: Luther (Fernsehserie, 2 Folgen)
- 2016: Das Morgan Projekt (Morgan)
- 2017–2019: The Good Fight (Fernsehserie, 30 Folgen)
- 2021–2023: Vigil – Tod auf hoher See (Vigil, Fernsehserie, 12 Folgen)
- 2022: Tod auf dem Nil (Death on the Nile)
- 2022: The Time Traveler’s Wife (Fernsehserie, 6 Folgen)
- 2025: Miss Austen (Miniserie)